# Épaney
Épaney est une commune française située dans le département du Calvados en région Normandie, peuplée de 495 habitants.
Épaney est un village typique de la plaine de Caen. Situé à 30 km au sud de Caen et à 8 km au nord-est de Falaise, le village a été plutôt épargné par la bataille de Normandie au cours de la Seconde Guerre mondiale. Il a donc conservé une architecture et un cachet qui témoigne de son passé.

## Géographie
La commune est au sud de la plaine de Caen. Son bourg est à 8 km à l'est de Potigny, à 7 km au nord de Falaise et à 14 km au sud-ouest de Saint-Pierre-sur-Dives.
Épaney est constituée de deux bourgs d'égale importance : l'actuel bourg, où se situe l'église, avec le lieu-dit la Queue de Renard qui le jouxte, et les Fontaines, qui est mitoyen du village de Perrières. Trois autres hameaux sont épars au sud et à l'ouest : la Maison Blanche, les Monts d'Éraine et le Val Mauger.
| Olendon                        | Olendon      | Perrières                                       |
| Soulangy, Saint-Pierre-Canivet | Épaney       | Perrières                                       |
| Versainville                   | Versainville | Bernières-d'Ailly (par un angle), Damblainville |

### Hydrographie
La commune est située dans le bassin Seine-Normandie. Elle est drainée par la Rivière de Perrières,.

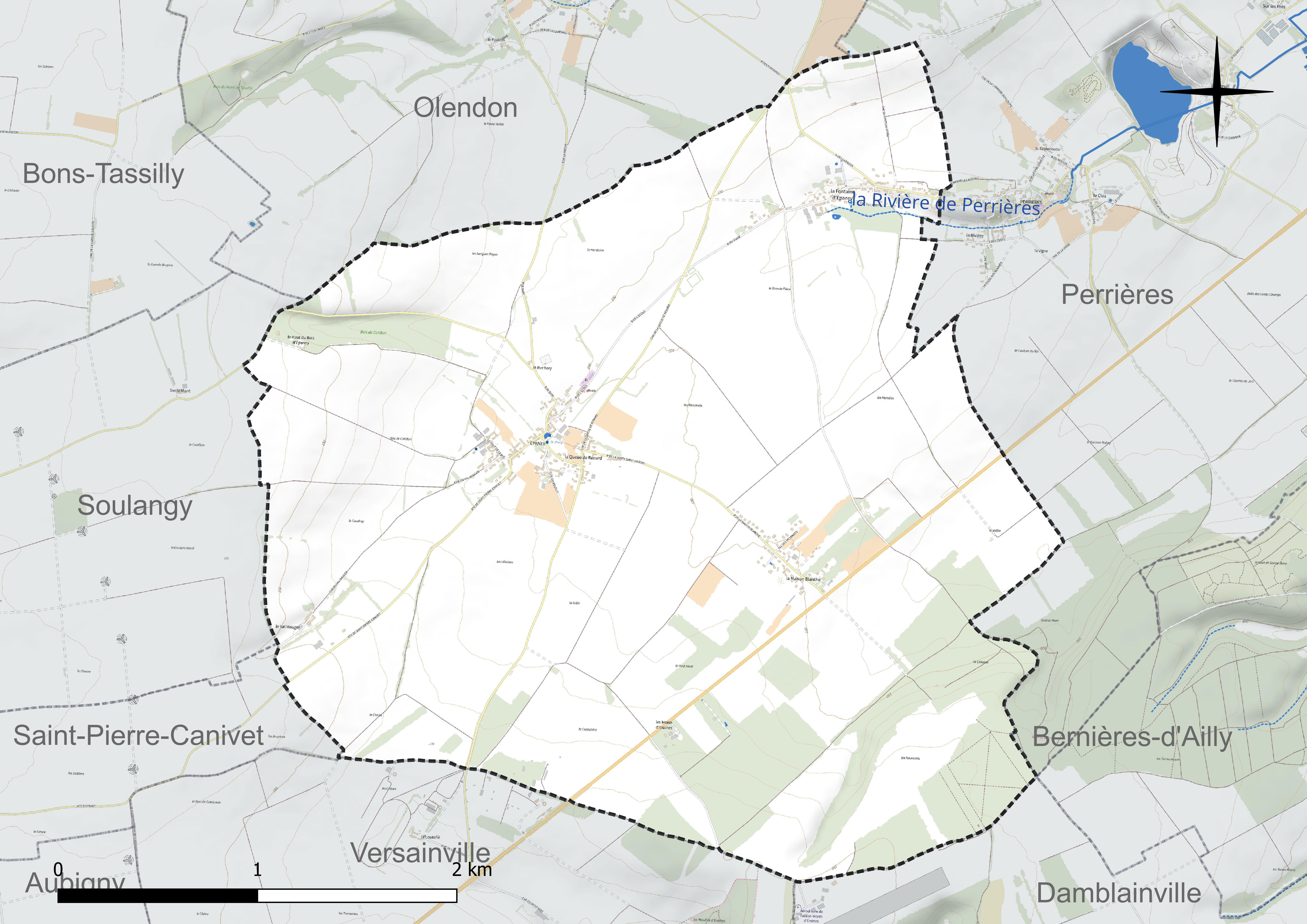
Réseau hydrographique d'Épaney.

### Climat
Pour des articles plus généraux, voir Climat de la Normandie et Climat du Calvados.
En 2010, le climat de la commune est de type climat océanique altéré, selon une étude du CNRS s'appuyant sur une série de données couvrant la période 1971-2000. En 2020, Météo-France publie une typologie des climats de la France métropolitaine dans laquelle la commune est exposée à un climat océanique et est dans la région climatique Normandie (Cotentin, Orne), caractérisée par une pluviométrie relativement élevée (850 mm/a) et un été frais (15,5 °C) et venté. Parallèlement le GIEC normand, un groupe régional d'experts sur le climat, différencie quant à lui, dans une étude de 2020, trois grands types de climats pour la région Normandie, nuancés à une échelle plus fine par les facteurs géographiques locaux. La commune est, selon ce zonage, exposée à un « climat des plateaux abrités », correspondant à la plaine agricole de Caen à Falaise, sous le vent des collines de Normandie et proche de la mer, se caractérisant par une pluviométrie et des contraintes thermiques modérées.
Pour la période 1971-2000, la température annuelle moyenne est de 10,4 °C, avec  une amplitude thermique annuelle de 13 °C. Le cumul annuel moyen de précipitations est de 710 mm, avec 11,7 jours de précipitations en janvier et 7,7 jours en juillet. Pour la période 1991-2020, la température moyenne annuelle observée sur la station météorologique la plus proche, située sur la commune de Damblainville à 5 km à vol d'oiseau, est de 11,6 °C et le cumul annuel moyen de précipitations est de 716,8 mm,. Pour l'avenir, les paramètres climatiques de la commune estimés pour 2050 selon différents scénarios d'émission de gaz à effet de serre sont consultables sur un site dédié publié par Météo-France en novembre 2022.

## Urbanisme

### Typologie
Au 1er janvier 2024, Épaney est catégorisée commune rurale à habitat dispersé, selon la nouvelle grille communale de densité à 7 niveaux définie par l'Insee en 2022.
Elle est située hors unité urbaine. Par ailleurs la commune fait partie de l'aire d'attraction de Caen, dont elle est une commune de la couronne,. Cette aire, qui regroupe 296 communes, est catégorisée dans les aires de 200 000 à moins de 700 000 habitants,.

### Occupation des sols
L'occupation des sols de la commune, telle qu'elle ressort de la base de données européenne d'occupation biophysique des sols Corine Land Cover (CLC), est marquée par l'importance des territoires agricoles (83,4 % en 2018), une proportion sensiblement équivalente à celle de 1990 (82,9 %). La répartition détaillée en 2018 est la suivante : 
terres arables (77,1 %), forêts (12 %), zones urbanisées (3,6 %), zones agricoles hétérogènes (3,3 %), prairies (3 %), espaces verts artificialisés, non agricoles (1,1 %). L'évolution de l'occupation des sols de la commune et de ses infrastructures peut être observée sur les différentes représentations cartographiques du territoire : la carte de Cassini (XVIIIe siècle), la carte d'état-major (1820-1866) et les cartes ou photos aériennes de l'IGN pour la période actuelle (1950 à aujourd'hui).

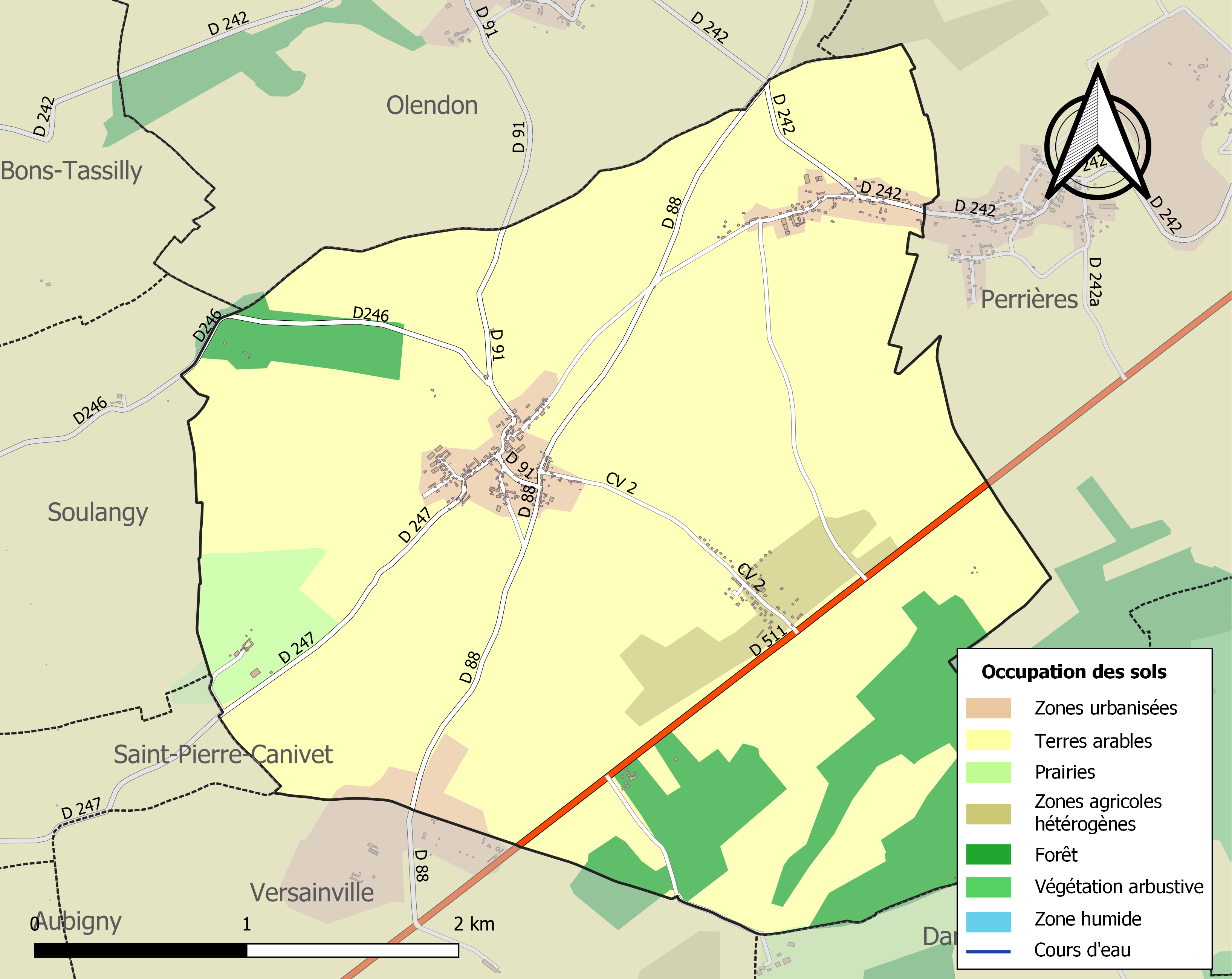
Carte des infrastructures et de l'occupation des sols de la commune en 2018 (CLC).

## Toponymie
Le nom de la localité est attesté sous les formes Spaneium au XIIe siècle et Espanai en 1230. Le toponyme serait issu de l'anthroponyme roman Spanus.

## Histoire
Au XIIe siècle, la paroisse d'Épaney avait deux patrons : les moines de Saint-Evroult et les moines de Marmoutiers. Les premiers recevaient les dîmes d'Épaney, la grange aux dîmes est située à côté de l'église. Les seconds possédaient le prieuré de Perrières. En fonction de leur servitude à tel ou tel patron, les habitants s'étaient donc installés soit à proximité de l'église, soit à proximité du village de Perrières.

## Politique et administration

### Liste des maires
| Période                                  | Période      | Identité         | Étiquette | Qualité                                    |
| ---------------------------------------- | ------------ | ---------------- | --------- | ------------------------------------------ |
| 1977                                     | juillet 2008 | Gilles Bennehard | DVD       | Technicien en semences, conseiller général |
| septembre 2008                           | En cours     | Bruno Duguey     | SE        | Agriculteur                                |
| Les données manquantes sont à compléter. |              |                  |           |                                            |

Le conseil municipal est composé de quinze membres dont le maire et deux adjoints.

### Politique environnementale
La commune a obtenu le niveau « une fleur » au concours des villes et villages fleuris.

## Population et société

### Démographie
Les habitants de la commune sont nommés les Épanéens.
L'évolution du nombre d'habitants est connue à travers les recensements de la population effectués dans la commune depuis 1793. Pour les communes de moins de 10 000 habitants, une enquête de recensement portant sur toute la population est réalisée tous les cinq ans, les populations de référence des années intermédiaires étant quant à elles estimées par interpolation ou extrapolation. Pour la commune, le premier recensement exhaustif entrant dans le cadre du nouveau dispositif a été réalisé en 2007.
En 2022, la commune comptait 495 habitants, en évolution de −4,81 % par rapport à 2016 (Calvados : +1,58 %, France hors Mayotte : +2,11 %).
Épaney a compté jusqu'à 727 habitants en 1836.
| 1793 | 1800 | 1806 | 1821 | 1831 | 1836 | 1841 | 1846 | 1851 |
| ---- | ---- | ---- | ---- | ---- | ---- | ---- | ---- | ---- |
| 598  | 661  | 649  | 622  | 685  | 727  | 712  | 697  | 677  |

| 1856 | 1861 | 1866 | 1872 | 1876 | 1881 | 1886 | 1891 | 1896 |
| ---- | ---- | ---- | ---- | ---- | ---- | ---- | ---- | ---- |
| 663  | 635  | 587  | 547  | 539  | 501  | 492  | 460  | 447  |

| 1901 | 1906 | 1911 | 1921 | 1926 | 1931 | 1936 | 1946 | 1954 |
| ---- | ---- | ---- | ---- | ---- | ---- | ---- | ---- | ---- |
| 411  | 380  | 398  | 334  | 304  | 272  | 275  | 320  | 320  |

| 1962 | 1968 | 1975 | 1982 | 1990 | 1999 | 2006 | 2007 | 2012 |
| ---- | ---- | ---- | ---- | ---- | ---- | ---- | ---- | ---- |
| 336  | 305  | 270  | 302  | 352  | 315  | 414  | 428  | 514  |

| 2017 | 2022 | - | - | - | - | - | - | - |
| ---- | ---- | - | - | - | - | - | - | - |
| 514  | 495  | - | - | - | - | - | - | - |

### Manifestations culturelles et festivités
1er mai : foire aux greniers et aux plants.

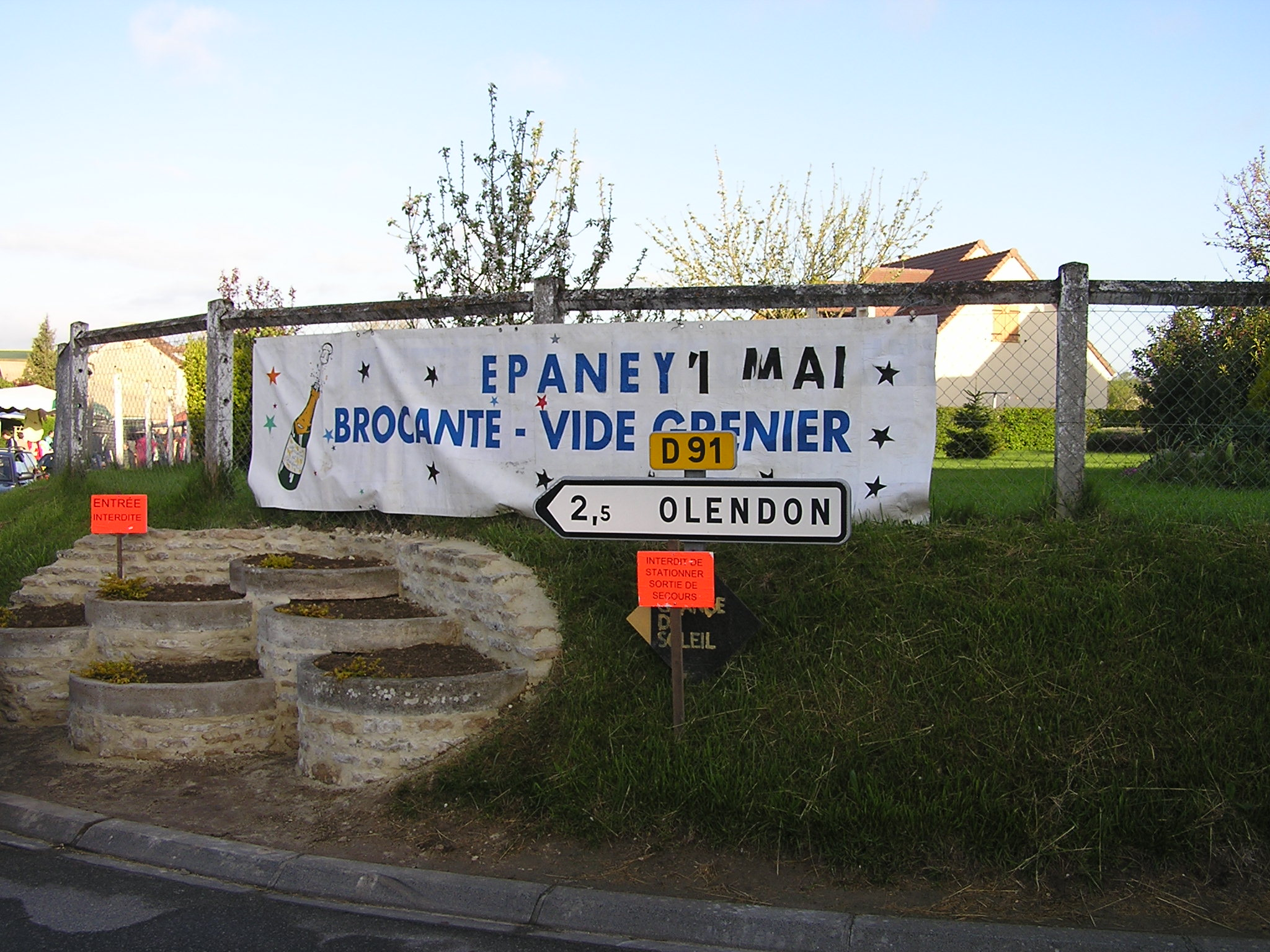
Affiche.
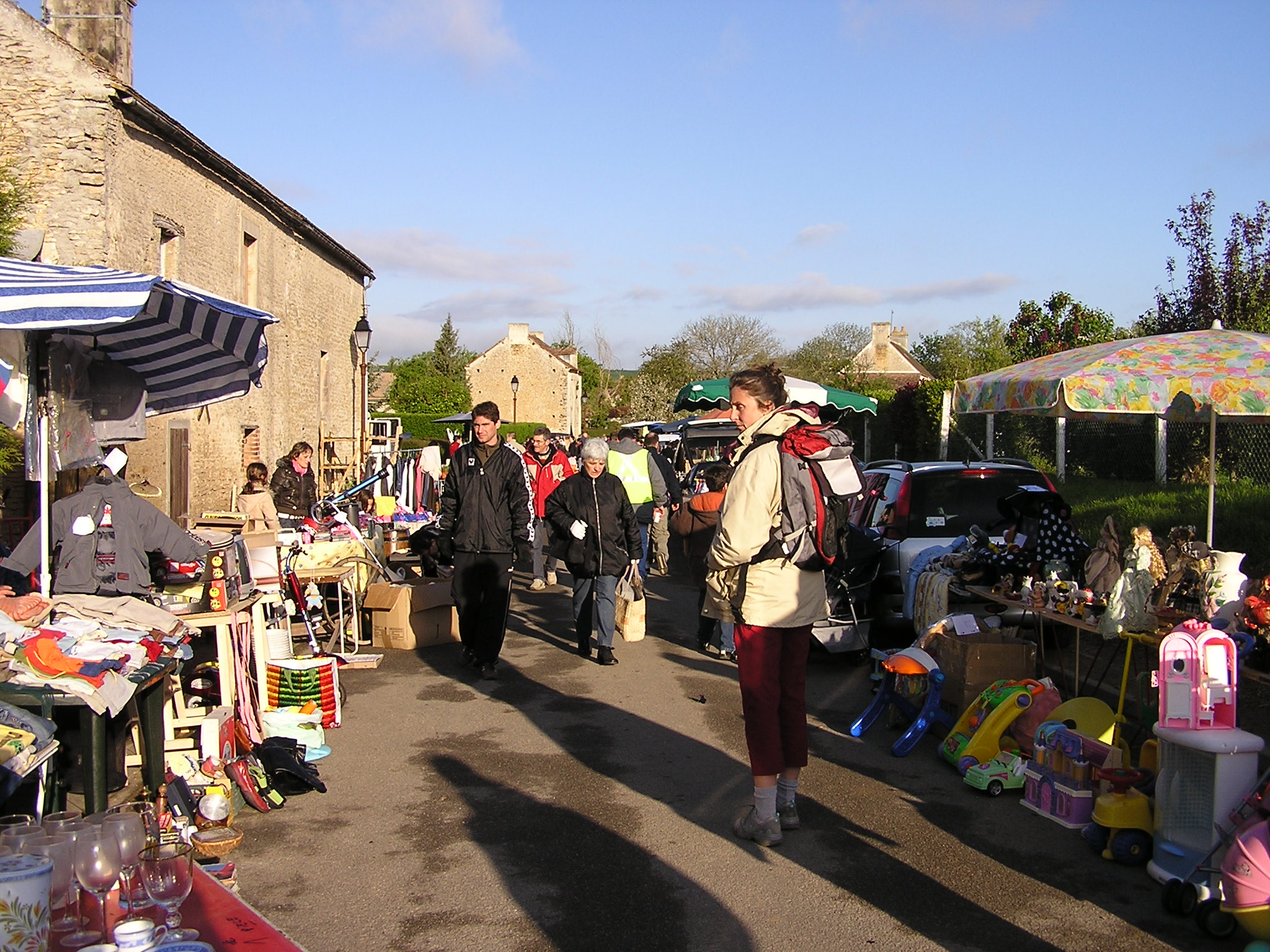
Le bourg.

## Économie
Au XIXe siècle, l'économie du village était axée sur deux secteurs : la bonneterie et l'agriculture. Tout au long du XIXe siècle, l'artisanat textile a généré plus de la moitié des emplois locaux, l'agriculture en générant moitié moins.
De nos jours, le progrès aidant, le nombre de cultivateurs a sensiblement diminué mais la totalité des terres est exploitée. Depuis la crise du lait et l'établissement de quotas, la production agricole est principalement tournée vers la culture.
| Répartition des cultures en 1795 |                                    |  |
| Culture                          | Pourcentage de la surface cultivée |  |
| Froment                          | 20 %                               |  |
| Seigle                           | 10 %                               |  |
| Orge                             | 30 %                               |  |
| Sarrasin                         | <5 %                               |  |
| Pois fourrager                   | <1 %                               |  |
| Sainfoin                         | 10 %                               |  |
| Chanvre                          | <1 %                               |  |

| Répartition des cultures de nos jours |                                    |
| Culture                               | Pourcentage de la surface cultivée |
| Blé                                   | 50 %                               |
| Orge                                  | 15 %                               |
| Avoine                                | %                                  |
| Pois fourrager                        | 5 %                                |
| Lin                                   | 10 %                               |
| Betterave à sucre                     | 10 %                               |
| Betterave fourragère                  | 5 %                                |

## Culture locale et patrimoine

### Lieux et monuments
- L'église Saint-Martin (XIe siècle).

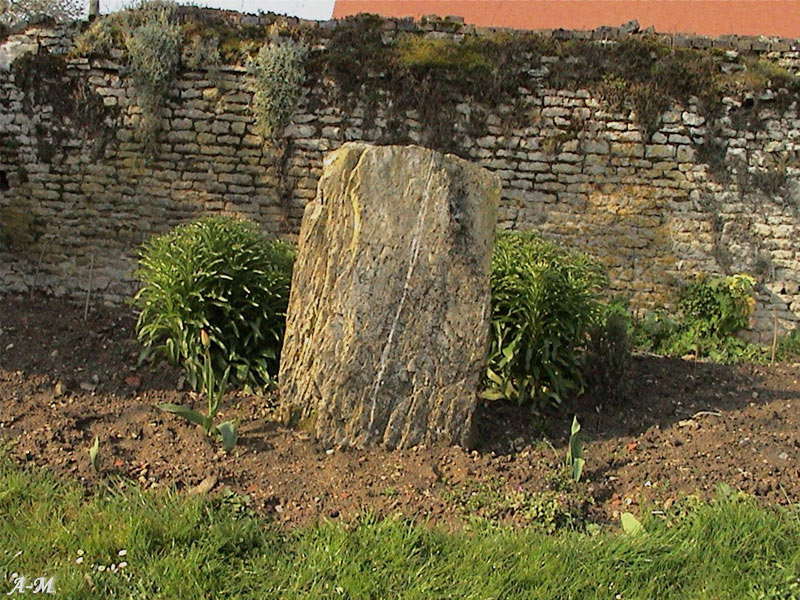
Le menhir.

- Vestiges du Logis, château du XVIe siècle.
- Manoir du XVIe siècle.
- Un menhir découvert sur le hameau de Fontaine par un ouvrier agricole labourant un champ. Il a été placé sur la place de la Mare, maintenant place Gilles-Bennehard, à côté de la pompe de relevage.